# 160 Eskadra IAF

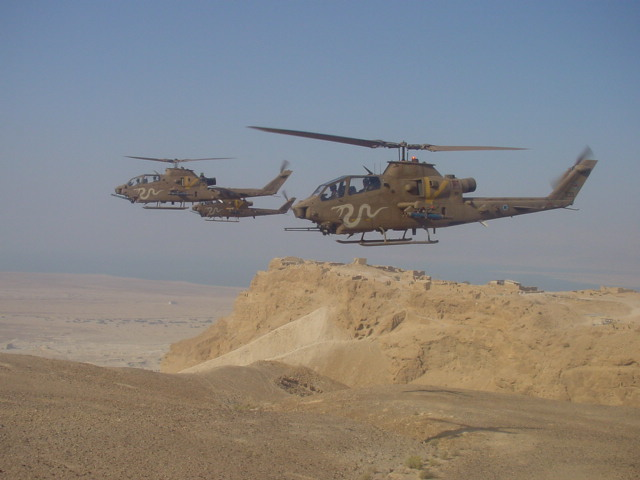
AH-1F Cobra.

160 Eskadra ("Pierwsza Kobra") – eskadra helikopterów Sił Powietrznych Izraela, bazująca w Palmachim w Izraelu.

## Historia
Eskadra została sformowana w kwietniu 1980 i składała się z lekkich helikopterów MD 500 oraz helikopterów szturmowych AH-1S Cobra. W kolejnych latach eskadra otrzymała helikoptery Cobra w wersjach AH-1F/E.
Podczas Wojny libańskiej w 1982 i Drugiej wojny libańskiej w 2006 roku eskadra uczestniczyła w wielu zadaniach bojowych, udzielając bezpośredniego wsparcia na polu walki.

## Wyposażenie
Na wyposażeniu 160 Eskadry znajdują się następujące helikoptery:
- helikoptery szturmowe AH-1E/F Cobra.